# 王國戰隊
《王國戰隊》（英語：Kingdom Force）是由馬修·費爾南德斯（Matthew Fernandes）創作的加拿大CGI兒童動畫電視影集。該系列是關於動物超級英雄團隊的冒險。英雄們從五個不同的王國被召唤出来出來，駕駛著五輛救援车辆，它們共同組成了一個巨大的機器人-Alpha Mech。

## 外部連結
- 官方网站
- 互联网电影数据库（IMDb）上《王國戰隊》的资料（英文）